# Vicente Ribas Prats
Vicente Ribas Prats (ur. 12 maja 1968 w Sant Antoni de Portmany) – hiszpański duchowny rzymskokatolicki, biskup diecezjalny Ibizy od 2021.

## Życiorys

### Prezbiterat
Święcenia kapłańskie przyjął 12 października 1996 i został inkardynowany do diecezji Ibiza. Pracował głównie jako duszpasterz parafialny. W latach 2001–2020 był też delegatem biskupim ds. duszpasterstwa powołań, a w latach 2010–2020 pełnił funkcję wikariusza generalnego diecezji. W 2020 mianowany jej administratorem.

### Episkopat
13 października 2021 roku papież Franciszek mianował go biskupem diecezjalnym Ibizy. Sakry udzielił mu 4 grudnia 2021 nuncjusz apostolski w Hiszpanii – arcybiskup Bernardito Auza.